# Vertretungsmacht
Die Vertretungsmacht ist ein Begriff aus dem Stellvertretungsrecht gemäß der §§ 164 ff. BGB. Soweit kein höchstpersönliches Rechtsgeschäft vorliegt, darf in fremdem Namen gehandelt werden. Hier greift die Vertretungsmacht ein. Dabei handelt es sich um die Berechtigung eines Vertreters, für den Vertretenen im Außenverhältnis rechtswirksam zu handeln. Unterschieden werden die gesetzliche Vertretungsmacht, etwa die der Eltern für ihr Kind gemäß § 1629 BGB oder die des Pflegers gemäß § 1909 BGB und die einseitig erklärte Vollmacht, die rechtsgeschäftlich eingeräumt wird.

## Rechtsgeschäftliche Vertretungsmacht

### Grundsätze
Die rechtsgeschäftliche Vertretungsmacht, die Vollmacht, wird wirksam erteilt, wenn sie durch Erklärung gegenüber dem Vertreter (sogenannte Innenvollmacht), dem Dritten, dem gegenüber die Vertretung stattfinden soll, oder öffentlich (§§ 167 Abs. 1, 171 BGB) erteilt wird. Die Vollmachtserteilung ist gemäß § 167 Abs. 2 BGB grundsätzlich an keine Form gebunden, sofern dies nicht spezialgesetzliche Vorschriften verlangen, oder wenn eine unwiderrufliche Vollmacht zur Vornahme eines formbedürftigen Rechtsgeschäfts vorgenommen wird. § 168 BGB regelt Erlöschensgründe, wobei die Vertretungsmacht im Außenverhältnis – trotz Erlöschens im Innenverhältnis – weitergelten kann, §§ 170 ff. BGB. Juristische Personen oder Personenvereinigungen sind als solche nicht handlungsfähig. Sie erlangen Handlungsfähigkeit erst durch das Handeln ihrer Organe.  
Handeln im Rahmen der Vertretungsmacht bedeutet, dass Inhalt und Reichweite der Befugnis definiert sind und eingehalten werden. Handeln außerhalb solcher Absprachen kann zu Missbräuchen führen, sei es, dass Vertreter und Vertragspartner kollusiv zum Schaden des Vertretenen zusammenwirken, sei es, dass der Vertreter seine Vollmacht bewusst überschreitet und der Vertragspartner den Missbrauch kennt oder aus Evidenzgründen kennen muss (allerdings streitig). Die Bedeutung des Erfordernisses der Rechtstreue liegt darin, dass der Vertretene unmittelbar aus den für ihn abgeschlossenen Geschäften berechtigt, aber auch verpflichtet wird. Die Vertretungsmacht kann allerdings im Umfang begrenzt werden und sich allein auf ein bestimmtes Rechtsgeschäft oder eine bestimmte Art von Rechtsgeschäften beziehen.
Wirksam ausgeübt wird die Vollmacht, wenn eine Vollmachtsurkunde vorgelegt wird oder keine unverzügliche Zurückweisung (bei einseitigen Rechtsgeschäften) erfolgt, §§ 164 ff. BGB. Vertretung bedeutet, dass kein Handeln in fremdem Namen erfolgt, es handelt sich vielmehr um dessen Eigengeschäft. Die Vertretungsmacht ist vom zugrunde liegenden Innenverhältnis zwischen Vertreter und Vertretenem abstrakt, so dass eine sich nur aus dem Innenverhältnis ergebende Beschränkung (das „Dürfen“) nicht auf die Vertretungsmacht im Außenverhältnis auswirkt. Überschreitet der Vertreter seine Vertretungsmacht im Außenverhältnis, so liegt eine Vertretung ohne Vertretungsmacht (falsus procurator) vor, die der Vertretene nachträglich genehmigen oder ablehnen kann (§ 177 Abs. 1, §§ 182 ff. BGB). Der Vertreter haftet bei fehlender Vertretungsmacht dann selbst auf Erfüllung bzw. Schadensersatz. 
Ausgeschlossen von wirksamer Vertretung sind Insichgeschäfte, geregelt in § 181 BGB. Das bedeutet, dass Selbstkontrahieren oder Mehrfachvertretung grundsätzlich untersagt sind, weil Interessenkonflikte vorprogrammiert sind. Maßgeblich ist dabei die Personenidentität auf beiden Seiten des Rechtsgeschäfts. Es gibt allerdings gesetzliche Ausnahmen, wie § 3 Abs. 3 des BBiG oder der Sache nach, weil das Insichgeschäft „ausschließlich in der Erfüllung einer Verbindlichkeit“ besteht, beziehungsweise das Rechtsgeschäft für den Vertretenen „lediglich rechtlich vorteilhaft“ ist (analoge Anwendung des § 107 BGB). 

### Abgrenzungen
Unterschieden werden die gesetzliche, die rechtsgeschäftliche und die organschaftliche Vertretungsmacht:
Die gesetzliche Vertretungsmacht ist eine normierte Vertretungsmacht. Die Rechtsfolgen werden somit gesetzlich geregelt. Beispiele für die gesetzliche Vertretungsmacht sind die Schlüsselgewalt nach § 1357 BGB, die elterliche Sorge für Kinder gemäß § 1629, § 1643 BGB, die Vertretungsmacht des Vormunds (§ 1793 BGB), des Betreuers gemäß § 1902 BGB oder des Pflegers (§ 1909 ff. BGB). Spezialvorschriften regeln beispielsweise die Vertretungsmacht des Verwalters für die Wohnungseigentümergemeinschaft (§ 27 Abs. 2 WEG). 
Die rechtsgeschäftliche Vertretungsmacht hingegen wird durch Vollmacht erteilt (§ 166 Abs. 2 Satz 1 BGB). Der Vollmachtgeber legt dabei den Umfang der Vertretungsmacht fest. Einen gesetzlich typisierten Umfang gibt es bei Prokura, Handlungs- und Prozessvollmacht. Die Konzeption der Vollmacht beruht in einer einseitigen Rechtsgeschäftsausübung mit empfangsbedürftiger Willenserklärung, so im Geschäftsverkehr die Bankvollmacht, das Depotstimmrecht, das Mandat für einen Rechtsanwalt oder die Vorsorgevollmacht. Eine Postvollmacht gestaltet nur das Postbenutzungsverhältnis, sie hat keine privatrechtlichen Wirkungen.
Um eine organschaftliche Vertretungsmacht handelt es sich, wenn Organe einer juristischen Person diese im Außenverhältnis gerichtlich und außergerichtlich vertreten dürfen. Das sind die Vorstände von eingetragenen Vereinen (§ 26 Abs. 2 BGB), Aktiengesellschaften (§ 78 Abs. 1 AktG) oder Genossenschaften (§ 24 Abs. 1 GenG) und letztlich die Geschäftsführer von GmbHs (§ 35 Abs. 1 GmbHG). Die gesetzliche und organschaftliche Vertretungsmacht sind meist unbeschränkt.

## Vollmacht kraft zurechenbaren Rechtsscheins
Nicht immer liegt dem Handeln nach außen (gegenüber Dritten), ein rechtliches „Dürfen“ im Innenverhältnis von Vertreter und Vertretenem zugrunde. Gleichwohl gibt es Situationen, in denen sich der Vertretene die vom vermeintlichen Vertreter abgeschlossenen Rechtsgeschäfte zurechnen lassen muss. Der Rechtsverkehr unterscheidet dabei zwei Tatbestände der Zurechnung, die Duldungsvollmacht und die Anscheinsvollmacht. 
Bei der Duldungsvollmacht kennt der Vertretene das Auftreten des Vertreters und duldet es. Nach herrschender Meinung gelten die Vollmachtsregeln analog, sofern der Vertreter geschäftsfähig ist und der Dritte Guter gutgläubig auf die Vertretungsmacht des Vertreters vertrauen durfte, weil der durch den Vertreter erzeugte Rechtsschein kausal für das rechtlich relevante Handeln des Dritten ist. Eine andere Auffassung geht davon aus, dass die Regeln einer konkludent erteilten Vollmacht Anwendung finden.
Bei der Anscheinsvollmacht tritt der Vertreter (mit einer gewissen Dauer) häufiger in der Eigenschaft als Vertreter auf. Dem Vertretenen werden die dabei auf den Weg gebrachten Rechtsgeschäfte in diesen Fällen dann zugerechnet, wenn er seine pflichtgemäße Sorgfalt nicht obwalten lässt und das Verhalten des Vertreters deshalb nicht erkennt und verhindert. Unter ansonsten gleichen Bedingungen wie der Anscheinsvollmacht, muss sich der Vertretene das Handeln des Vertreters in diesen Fällen zurechnen lassen. 